# Anadarko Petroleum
Anadarko Petroleum is een Amerikaanse oliemaatschappij die in 1959 werd opgericht in Liberal in Kansas als dochteronderneming van Panhandle Eastern Pipe Line Company. In augustus 2019 werd het bedrijf overgenomen door Occidental Petroleum.

## Activiteiten
Anadarko is met name actief in de Verenigde Staten, inclusief de Golf van Mexico. Hier wordt zo'n 80% van de omzet behaald en hier liggen 90% van de olie- en gasreserves. Internationaal is het vooral actief in Algerije, Ghana en Mozambique. In Ghana heeft het een belang van 27% in het Jubilee offshore-olieveld. In Mozambique is veel gas aangetoond, maar een lokale markt ontbreekt. In 2019 viel het investeringsbesluit voor een installatie om het gas vloeibaar te maken en als lng te transporteren. Bij het bedrijf werkten zo'n 4700 mensen.

### Resultaten
De ontwikkeling van de omzet en winst is sterk afhankelijk van de ontwikkeling van de olieprijs op de wereldmarkt. In de laatste vijf jaren voor de overname door Occidental rapporteerde het bedrijf de volgende resultaten.
| Jaar | Omzet      | Netto- resultaat | Olieproductie (x1000 vaten/dag) | Gasproductie (miljoen cf/dag) | Productie in BOE (x1000 vaten/dag) |
| ---- | ---------- | ---------------- | ------------------------------- | ----------------------------- | ---------------------------------- |
| 2014 | US$ 16.375 | US$ –1.563       | 292                             | 2589                          | 843                                |
| 2015 | US$ 9.486  | US$ –6.812       | 317                             | 2334                          | 836                                |
| 2016 | US$ 8.447  | US$ –2.808       | 316                             | 2093                          | 793                                |
| 2017 | US$ 10.969 | US$ –211         | 355                             | 1309                          | 672                                |
| 2018 | US$ 13.070 | US$ 752          | 385                             | 1069                          | 666                                |

## Geschiedenis

### Beginjaren
Panhandle Eastern had aanmerkelijke belangen in het Anadarko-bekken onder de Texas Panhandle, de Oklahoma Panhandle en het zuidwesten van Kansas, waar het Hugoton-veld het grootste gasveld is. Regelgeving van de Federal Power Commission (FPC) legde een maximumprijs op die pijpleidingbedrijven mochten vragen voor het gas dat zij produceerden en daarom richtte Panhandle Eastern in juni 1959 Anadarko Production Company op om de aardgasexploitatie op zich te nemen. Hiermee werd het prijsplafond vermeden. In 1960 werd een twintigjarig contract afgesloten voor gasleveringen met Pioneer Natural Gas Company.

### Expansie
In 1965 nam het bedrijf Ambassador Oil over en verplaatste het hoofdkantoor naar Fort Worth in Texas. Daarmee werd het werkterrein uitgebreid buiten het Anadarko-bekken, vooral in Alberta in Canada. In 1974 werd het hoofdkantoor verplaatst naar Houston.
In 1970 breidde het bedrijf uit naar offshorevelden in de Golf van Mexico. In 1978 werd met Amoco een farm-in-agreement afgesloten, waarbij Anadarko concessieblokken zou beheren tot er een ontdekking was gemaakt. Daarna zou het de optie krijgen om opnieuw deel te nemen in het project. Zo begon blok Matagorda 623 in 1980 te produceren en Matagorda 622 in 1982.
In 1972 werd Pan Eastern Exploration Company opgericht door Panhandle, dat daarin de producerende velden onderbracht die het zelf tot dan toe nog in beheer had. In 1981 werd het onderdeel van Anadarko en werd in 1987 APX Corporation.

### Zelfstandig
Anadarko droeg steeds meer bij aan de winst van Panhandle Eastern, maar dit kwam nauwelijks tot uiting in de aandelenprijs. Een vijandige overname werd daardoor een gevaar en daarom besloot Panhandle in 1985 om Anadarko Petroleum Corporation op te zetten waarin alle belangen van Anadarko Production Company werden ondergebracht. Dit kon echter niet direct naar de beurs gebracht worden door een dispuut met Sonatrach. Met deze Algerijnse staatoliemaatschappij was Panhandle in 1975 een twintigjarig contract aangegaan voor leveringen van lng aan de Amerikaanse markt. De leveringen begonnen in 1982, maar tegen die tijd was er geen markt meer in Amerika voor het ondertussen veel te dure Algerijnse gas. Panhandle stopte de import, wat tot een internationaal geschil leidde. Zolang dit voortduurde, kon Panhandle niets verkopen. Met een vijandige overname in zicht werd het geschil opgelost, waarbij Sonatrach zes miljoen aandelen Panhandle en 300 miljoen dollar kreeg.
In 1989 ging het in Algerije aan de slag in een partnerschap met Sonatrach en in 1991 breidde het uit naar de Zuid-Chinese Zee en North Slope in Alaska. In 1993 werd het Mahogany-veld ontdekt in de Golf van Mexico. Vooral Algerije bleek succesvol en dit stimuleerde uitbreiding in Afrika. In 1995 werd een overeenkomst gesloten met Eritrea voor exploratie in de Rode Zee. In 1996 werd een overeenkomst gesloten met Perupetro voor exploratie in het Ucayali-bekken in Peru.
De daling van de olieprijs eind jaren 1990 betekende een grote winstval voor het bedrijf, maar ook een kans, doordat het in 1998 relatief goedkoop velden over kon nemen van Occidental Petroleum, waarmee de oliereserves in het Anadarko-bekken verdubbelden.
In 2000 werd Union Pacific Resources overgenomen, terwijl de overnames van Berkley Petroleum en Gulfstream Resources Canada in 2001 de aanwezigheid in Canada versterkten. Gulfstream had ook drie offshorevelden in Qatar, waarmee Anadarko ook in het Midden-Oosten vertegenwoordigd was.
In 2004 werd het Chinookveld, later hernoemd naar Peregrino, voor de kust van Brazilië aangetoond. Anadarko was de uitvoerende partner en Norsk Hydro de partner met een belang van 50%. In de plannen ging men uit van een dagproductie van 100.000 vaten vanaf 2011. Op 4 maart 2008 nam Statoil het belang van Anadarko over voor US$ 1,8 miljard.
In 2006 werden Kerr-McGee en Western Gas Resources overgenomen. Om de schuldenlast te verminderen werd Andarko Canada verkocht aan Canadian Natural Resources en werden velden in de Golf van Mexico, Louisiana, Wyoming, Texas en Oklahoma verkocht.
Grote projecten in de Golf van Mexico waren het Marco Polo-veld dat vanaf 2004 produceerde, Independence Hub dat van 2007 tot 2015 produceerde, het Lucius-veld dat in 2015 begon te produceren en het Heidelberg-veld waar de eerste olie in 2016 stroomde. Het had een aandeel van 25% in het Macondo-veld en kreeg daarmee te maken met de gevolgen van de olieramp in de Golf van Mexico na de ramp met de Deepwater Horizon.
In 2010 ontdekte Anadarko met de Belford Dolphin aardgas in Offshore Area 1 in het Rovuma-bekken voor de kust van Mozambique. Doordat een lokale afzetmarkt voor het gas ontbreekt, moet er eerst een lng-installatie gebouwd worden om het te kunnen verschepen. Daarvoor zoekt het naar voldoende afnemers om de investeringen te rechtvaardigen. In 2019 viel het besluit het gasveld in ontwikkeling te brengen. In september 2019 verkocht de nieuwe eigenaar Occidental het aandeel van Anadarko in het project aan Total, de verkoop maakt onderdeel uit van een groter plan om zich helemaal uit Afrika terug te trekken. De lng-installatie, met een geplande capaciteit van 12,9 miljoen ton per jaar was gepland in 2024 productie op te starten. Onrust en geweld in de regio vertraagden de afwerking van het project door Total, al minstens tot 2029.

### Overname door Occidental
In april 2019 deed Chevron Corporation een bod op alle aandelen. Het bod op de aandelen had een waarde van US$ 33 miljard (ca. €29 miljard) en inclusief de schuld van Anadarko zou de overnamesom uitkomen op US$ 50 miljard. Korte tijd later deed Occidental Petroleum een hoger bod van in totaal US$ 57 miljard. Occidental bood US$ 76 per aandeel en bestond uit gelijke delen contanten en aandelen. Chevron verhoogde het bod baan US$ 65 per aandeel waarvan 25% in contanten. In augustus 2019 werd de overnamestrijd beslist in het voordeel van Occidental Petroleum.

## Milieuschade
Vijf maanden voor de overname van Kerr-McGee had deze zijn chemieafdeling Kerr-McGee Chemical Corporation (KMCC) afgesplitst als Tronox. Dit bedrijf kreeg een groot deel van de milieuproblematiek mee die speelde bij Kerr-McGee en bedrijven die het had overgenomen. Tronox ging echter in 2009 failliet en klaagde Kerr-McGee en Andarko Petroleum aan vanwege het achterhouden van informatie over onder meer de milieuschade. In 2014 schikte Anadarko voor een bedrag van 5,15 miljard dollar, waarvan het grootste deel bestemd was om de milieuschade op te ruimen.